# Síntesi asimètrica

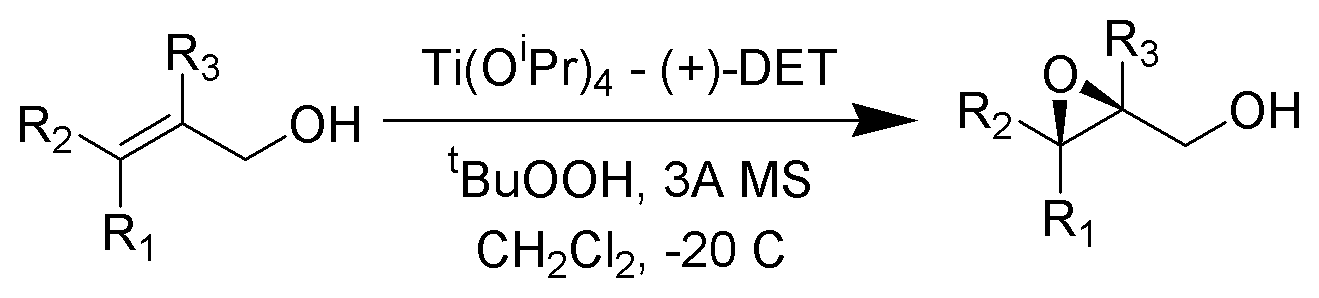
Síntesi enantioselectiva: Epoxidació de Sharpless

La síntesi asimètrica, també anomenada síntesi quiral o síntesi enantioselectiva, és una síntesi orgànica que preserva, introdueix o afavoreix una quiralitat desitjada. Això és important en el camp dels medicaments perquè els diferents enantiòmers o diastereoisòmers d'una molècula tenen habitualment una activitat biològica diferent.
Els principals tipus de síntesi asimètrica són les síntesis:
- diastero-selectives;
- enantio-selectives;
- estoquiomètriques;
- catalítiques.